# ジャンピエロ・コンビ
ジャンピエロ・コンビ（Gianpiero Combi、1902年11月20日 - 1956年8月12日）は、イタリア出身のサッカー選手。ゴールキーパー。1934 FIFAワールドカップで優勝したイタリア代表の主将。
1920年代から1930年代にかけて、ユヴェントスFCのGKとして5度のリーグ優勝に貢献した。
イタリア代表としては47キャップを記録しながら引退をした。デビュー戦となった1924年4月6日のハンガリー戦では1-7の大敗を喫し、これは現在もイタリア代表の最大差敗戦試合となっている。
イタリア代表の主将として臨んだ1934 FIFAワールドカップ・イタリア大会では優勝してジュール・リメトロフィーを掲げた。同大会では再試合を含む5試合すべてに出場して、失点をわずか3に抑えた。

## 獲得タイトル
- ユヴェントス
  - リーグ：5回（1925-26、1930-31、1931-32、1932-33、1933-34）
- イタリア代表
  - FIFAワールドカップ：1回（1934）
  - インターナショナルカップ：2回（1930、1935）